# Magnatica
Magnatica is een geslacht van uitgestorven weekdieren uit de klasse van de Gastropoda (slakken).

## Soorten
- Magnatica approximata (Suter, 1917) †
- Magnatica clifdenensis Finlay, 1926 †
- Magnatica firma (Marwick, 1924) †
- Magnatica fons Finlay, 1930 †
- Magnatica harrisensis (Marwick, 1924) †
- Magnatica nuda (Marwick, 1924) †
- Magnatica parilis Finlay, 1930 †
- Magnatica planispira (Suter, 1917) †
- Magnatica procera Finlay & Marwick, 1937 †
- Magnatica rectilatera Finlay, 1926 †
- Magnatica sutherlandi (Marwick, 1924) †
- Magnatica waitemataensis Powell, 1938 †